# Garvanza
Garvanza è un quartiere dell'EstSide di Los Angeles ed è considerato un sottodistretto del quartiere di Highland Park.
Deve il suo nome ai Cicer arietinum comunemente chiamati Fagioli Garbanzo i cui fiori un tempo fiorivano nella zona.
Garvanza confina con i quartieri di Eagle Rock e di Hermon e fu annesso alla città di Los Angeles nel 1899. Dal distretto hanno origine i due ponti, il Railroad Bridge e lo York Boulevard Bridge che, attraversando il fiume Arroyo Seco, collegano Los Angeles a South Pasadena.
Il distretto assieme alle città di South Pasadena e di Pasadena è considerato il luogo dove è nato lo stile American Craftsman.